# إيرباص للدفاع والفضاء
ايرباص للدفاع والفضاء (بالإنجليزية: Airbus Defence and Space)‏ هي أحد الأقسام الثلاثة التابعة مجموعة ايرباص. ومسؤولة عن منتجات وخدمات الدفاع والطيران. تشكلت ايرباص للدفاع والفضاء في يناير عام 2014، وذلك من خلال دمج اقسام شركة ايادس السابقة (EADS) وهي إيرباص العسكرية واستريوم وكاسيديان.

## وصلات خارجية
- الموقع الإلكتروني